# 福興 (桃園市)
福興，是台灣桃園市蘆竹區的一個傳統地域名稱，位於該區西南半葉的西南部。相較於今日行政區，其範圍大致為中福里南半部。

## 歷史
台灣清治末期至日治前期，福興地區為一街庄，稱為「福興庄」，隸屬於桃澗堡。該庄北與中興庄為鄰，東與新興庄為鄰，南邊為崁仔腳庄，西邊為內壢庄。
1901年（日治明治三十四年）11月，全台廢縣廳改設二十廳，該庄隸屬於桃仔園廳。1903年（明治三十六年），改名桃園廳。1909年（明治四十二年）10月，合併二十廳為十二廳，該庄隸屬不變。1920年（大正九年），該庄改制為「福興」大字，隸屬於新竹州桃園郡蘆竹庄。
戰後蘆竹庄改制為蘆竹鄉，隸屬於新竹縣，大字亦改制為村。1950年桃、竹、苗分治，蘆竹鄉改隸屬於桃園縣。2014年12月桃園縣升格為直轄桃園市，蘆竹鄉改制為蘆竹區，村亦改制為里。

## 聚落
本地區有福興、康厝等聚落。

## 交通
國道1號又稱「中山高速公路」，是台灣西部兩條縱向高速公路之一，大致以東北－西南走向經過福興地區西北端。境內未設交流道，東北側最近是國道2號機場系統交流道，而最近的一般交流道的是省道台4線交會處的桃園交流道（南崁），西南側最近的是市道110甲線交會處的內壢交流道，由此等進入可快速前往台灣西部各地。
市道110號（大竹路）是大園至新店的道路，大致以西北—東南走向經過本地區東北角界點旁。由該道路向西北可前往大竹圍（大竹）、新庄子、埔心、大園市區並止於省道台15線路口，向東南可前往桃園、鶯歌、三峽等地。
區道桃49線（龍安街二段）是新庄子至茄苳溪的道路，大致以縱向轉北北東—南南西走向轉北北西—南南東走向再轉北北東—南南西走向再轉橫向蜿蜒經過本地區。由該道路向北轉北北西可前往中興、新庄子聚落並止於區道桃42線路口，向東轉南南東再轉東北東與區道桃53-1共線一段路後，轉南南東可前往崁子腳東部並止於省道台1線路口。
區道桃51線（龍壽街一段）是中福至八德的道路，其北側端點位於本地區東南部福興聚落的區道桃49線路口。由此向南出境後可前往崁子腳、茄苳溪、下庄子、八德市區並止於市道114號路口。
區道桃53-1線（文中路一段）是桃園至內壢的道路，大致以東北東—西南西走向經過本地區南部。由該道路向東北東轉東可前往桃園市區正光街、吉祥路路口，向西南西轉西可前往內壢松江北路路口。